# 아비시니아멧토끼
아비시니아멧토끼(Lepus habessinicus)는 토끼과에 속하는 포유류의 일종이다. 거의 대부분 아프리카의 뿔에 위치한 국가에 제한적으로 서식하며, 수단 동부 지역과 케냐 북부 지역이 일부 포함된다.

## 특징
몸길이는 최대 55cm이고 몸무게는 3kg까지 이른다. 가늘고 긴 몸에 큰 머리와 긴 귀를 갖고 있다. 등쪽 털은 거무스레하고 몸 뒷쪽 1/4 부분과 뒷다리, 가슴, 옆구리 쪽으로 갈수록 흰 회색빛이고 다리에서 먼 부분은 갈색과 누르스름한 색을 띠는 반면에 배와 목, 귀, 뒷다리 안쪽, 꼬리 밑면은 회색빛 흰색이다. 얼굴에는 귀 밑면부터 코 옆쪽까지 흰 띠가 있다.

## 생태
독거 생활을 하는 종으로 해가 지는 어스름과 밤에 주로 활동한다. 낮 동안에는 덤불이나 바위틈에 숨어 지내고 털로 위장을 한다. 위험할 경우 공격자가 아주 가까워질 때만 도망친다. 보통 전혀 움직이지 않는 편을 택하며 위험이 없어질 때까지 오랫동안 기다렸다가 다시 움직이기 시작한다.
주로 초식 생활을 한다. 풀과 새싹, 잎, 식물성 먹이를 먹고, 강한 앞니와 큰 어금니로 먹이를 자르고 으깬다. 다른 토끼류처럼 먹이를 다시 소화시키고 가능한 한 많은 영양분을 추출하기 위해 식분을 하기도 있다. 번식에 관한 정보는 부족하지만 다른 종과 크게 다르지 않을 것으로 추측하고 있다.

## 분포 및 서식지
아프리카의 뿔 지역에 널리 분포하고, 수단 동부에서 고립된 개체군이 발견된다. 멀리 케냐 북부 지역에서도 서식하는 것으로 추정된다. 가축이 크게 증가하여 불모지가 된 지역에서 아비시니아멧토끼의 분포 지역이 확대되었기 때문으로 간주하고 있다. 해발 최대 2,000m 이하의 풀과 덤불 지역에서 서식한다. 같은 속 다른 종들(케이프토끼와 덤불멧토끼)의 분포 지역이 겹치는 곳에서는 아비시니아멧토끼가 덤불이 덜 덮여 있는 좀더 앞이 트인 지역을 좋아하기 때문에 경쟁이 최소화되고, 준사막 지역에서는 다른 종을 완전히 대체한다.